# 荒瀬洋太
荒瀬 洋太（あらせ ようた、1982年1月19日 - ）は、北日本放送の社員、元アナウンサー。元水泳競泳自由形選手、シドニー五輪日本代表。愛称は「あらぱん」。富山県富山市（旧大沢野町）出身。身長182cm、体重74kg。A型。

## 経歴
富山県立水橋高等学校を卒業後、筑波大学体育専門学群へ進学した。大学1年次の2000年にシドニーオリンピック日本代表に選ばれ、1500m自由形に出場、自己ベストの15分18秒20を出したが決勝には進めず16位となった。大学卒業後、富山大学大学院を経て北日本放送に入社、アナウンサーとなった。
巨人ファンで、幼少の頃には巨人の投手になる願望を持っていたほどである。
2015年1月に椎間板ヘルニアの手術を受け、約1ヶ月間休養した。
2016年2月末日に人事異動でアナウンサーを離れ、大阪支社の営業部に異動となり、それに伴い当時担当していた「でるラジ ゴールデン」を降板することが2016年3月25日の放送で明らかになった。その後2018年4月に事業部に異動。
北日本放送の社員として働く傍らで、元競泳選手として講演会や水泳教室での活動も行っている。2021年には東京オリンピックの聖火ランナーを務めた。

## 略歴
- 2000年　シドニー五輪　競泳男子1500m自由形　16位（記録：15分18秒20）
- 2004年　日本選手権　競泳男子1500m自由形　2位
- 2005年　日本選手権　競泳男子800m自由形　2位、1500m自由形　2位
- 2008年　北日本放送入社

## 出演
- いっちゃん☆KNB
- ご近所ラジオKNB!
- でるラジ ゴールデン
- KNBニュース